# Пражская улица (Санкт-Петербург)
Пра́жская улица — улица во Фрунзенском районе Санкт-Петербурга. Проходит с севера на юг от улицы Фучика до проспекта Славы. Нумерация домов начинается от улицы Фучика.

## История
Была проложена и начала застраиваться в середине 1960-х годов 5- и 9-этажными панельными домами.
Название присвоено 16 января 1964 года в честь города Праги, столицы Чехословацкой Социалистической Республики.
Первоначально была разделена на две части рекой Волковкой, которая тогда шла по нынешней улице Турку. Русло было засыпано в 1970-х годах, тогда улица была благоустроена и был пущен троллейбус.
В 1980—1990-х годах возле проспекта Славы была образована площадь перед зданием Фрунзенского райсовета.

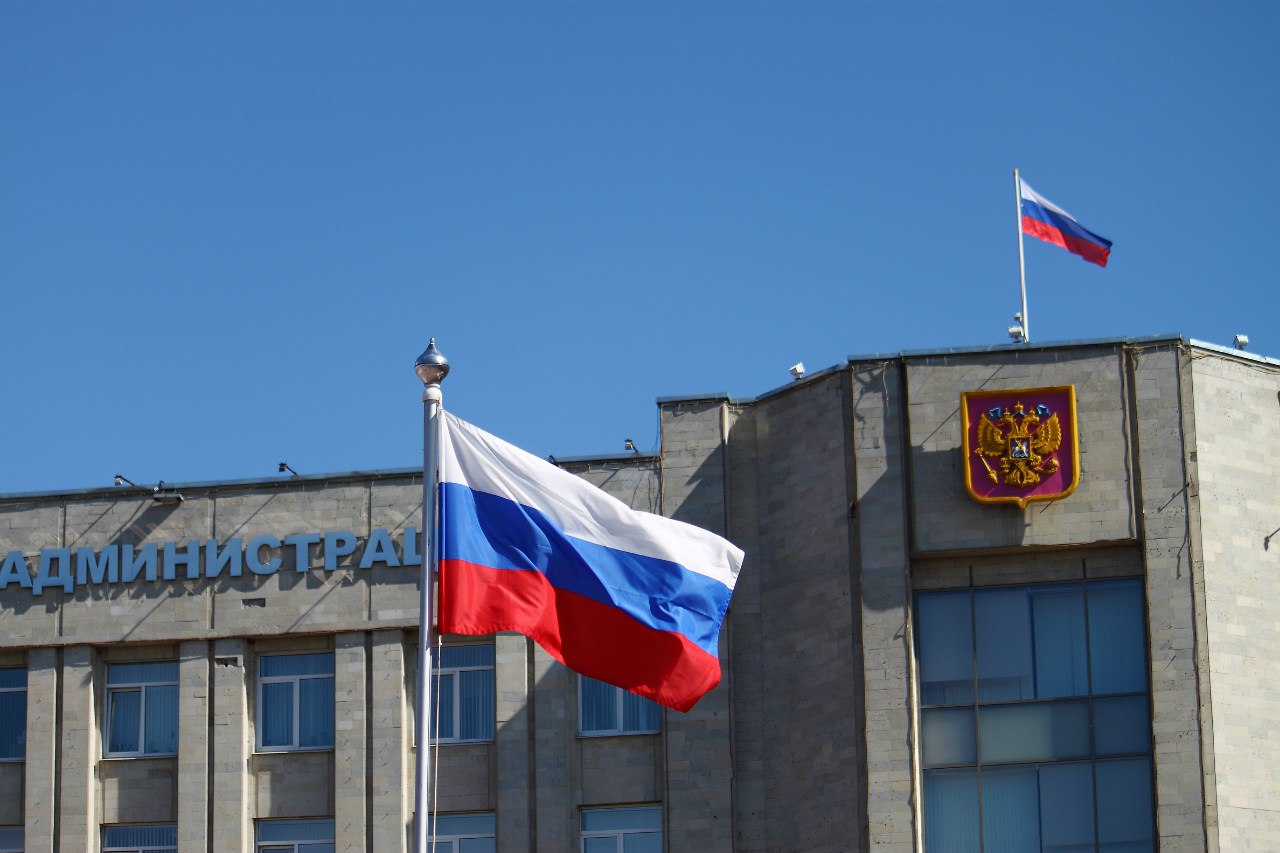
Администрация Фрунзенского района на Пражской улице

## Достопримечательности и объекты
- улица Фучика, дом 17 — авторынок, ныне снесён. На его месте ведутся строительные работы.
- дом 46 — администрация Фрунзенского района;
- парк Интернационалистов (находится возле пересечения проспекта Славы и Пражской улицы);
- Торгово-развлекательный центр «Южный полюс» — дом 48/50.

## Транспорт
- Пересечение Пражской улицы и проспекта Славы: автобусы (11, 56, 57, 114, 116, 141, 239, 288) и троллейбусы (36, 42).
- Пересечение улиц Турку и Пражской: автобусы (57, 116) и троллейбусы (36, 42).
- Пересечение улиц Белы Куна и Пражской: автобусы (12, 31, 57, 91, 95, 116) и троллейбусы (35, 36, 42).
- Пересечение улиц Фучика и Пражской: автобус (57) и троллейбус (42).

## Пересечения
Пересекает или граничит со следующими проспектами и улицами:
- улица Фучика (Пражская улица примыкает к ней);
- улица Белы Куна (пересечение);
- улица Турку (пересечение);
- проспект Славы (Пражская улица примыкает к нему).